# Rejon dowoleński
Rejon dowoleński (ros Доволенский район) – rejon będący jednostką podziału administracyjnego rosyjskiego obwodu nowosybirskiego.

## Historia
Rosyjska kolonizacja tych ziem zaczyna się na początku XVIII wieku, gdy w 1703 roku osadnicy z zachodnich części Rosji zakładają wieś Dowolnoje. Według miejscowych tradycji pierwszymi mieszkańcami mieli być zesłańcy, którzy odnaleźli tu żyzne ziemię i obfitość ryb w rzekach i stawach. W 1850 wieś miała już własną cerkiew, a napływ ludności zaczyna się w drugiej połowie XIX wieku wraz z rozwojem infrastruktury kolejowej i budową słynnej Kolei Transsyberyjskiej. Wielkie zmiany nadchodzą wraz z bolszewickim przewrotem i wojną domową. W 1918 roku ziemie zostają zajęte przez wojska admirała Aleksandra Kołczaka. Od 1919 roku walczyła z nimi bolszewicka partyzantka, w tym samym roku powstaje też pierwsza komórka partyjna na tym obszarze. W 1920 roku na ziemiach tych zostaje ustanowiona władza sowiecka, a w 1924 roku powstaje pierwszy oddział Komsomołu. W 1925 roku powstaje na tym terenie rejon indierski. 20 czerwca 1930 roku rejon zostaje przemianowany z indierskiego na dowoleński, a jego centrum administracyjne zostaje ustanowione w Dowolnoje.
W czasach stalinowskich rejon przechodzi politykę forsownej kolektywizacji. Spada liczba ludności, w 1937 roku mieszka tu 29,933 mieszkańców, w 1939 roku jest to 23,354, w 1945 roku liczba ta wynosi 23,070, by w roku 1949 osiągnąć pułap 22,754. Po zakończeniu II wojny światowej znacząco spadła też liczba mężczyzn, z 3089 w 1941 roku do 1885 w 1945 roku. N front wyruszyło ogółem 6137 w tym 100 kobiet, z tego ponad 4000 nie wróciło. W czasie wojny na teren rejonu ewakuowano przemysł, a także 1400 osób z zachodnich rubieży kraju, w tym 900 mieszkańców Leningradu. Organizowano też zbiórki żywności i pieniędzy wśród mieszkańców na rzecz sowieckiego wysiłku wojennego, przekazali oni m.in. łącznie 2400 rubli i 1500 ton zbóż. Dwóch mieszkańców rejonu otrzymało tytuł Bohatera Związku Radzieckiego. Władza sowiecka inwestowała w rozwój kolektywnego rolnictwa, szczególnie w uprawę ziemniaków. W latach pięćdziesiątych czynem społecznym karczowano lasy oraz zajmowano nieużytki by tworzyć nowe pola uprawne, za co uczestnikom akcji przyznano ponad 1400 medali i odznaczeń. Od 1967 do 1977 do użytku oddano prawie 60 tysięcy metrów kwadratowych powierzchni mieszkalnej, 12 szkół, 2 szkoły z internatem, 3 oddziały przedszkolne, 12 klubów kulturalnych, 10 bań, 4 stołówki, szpital rejonowy, rurociąg doprowadzający wodę (45 km) i 274 kilometry nowych dróg, a w 1977 roku nad jednym z jezior uruchomiono uzdrowisko.

## Charakterystyka
Rejon dowoleński położony jest w południowej części obwodu nowosybirskiego, w odległości 312 kilometrów od obwodowej stolicy, Nowosybirska. Do najbliższej stacji kolejowej trzeba przebyć 107 kilometrów, a znajduje się ona w mieście Kargat. Rejon dowoleński ma charakter głównie rolniczy. Rocznie z terenów uprawnych rolnicy zbierają około 110 tysięcy ton zbóż. Region słynie także z hodowli krów i przetwórstwa mleka, którego w 2011 uzyskano w liczbie przekraczającej 1000 ton. Rolnictwo przechodzi okres przekształceń, w 2011 roku w nowy sprzęt techniczny i nowe technologie zainwestowano tu przeszło 35,3 milionów rubli. Większość przemysłu, bo 78% całości produkcji, jest skupiona wokół mlecznych kombinatów skupionych na terenie rejonu. Tereny rejonu bogate są w torf (rezerwy rzędu 6,9 miliona ton), gliny (5,2 miliona ton) i wód (78,8 metrów sześciennych). Głębokość studni artezyjskich na obszarze rejonu wynosi około 300 metrów.
Rejon dowoleński jest także ośrodkiem turystyki zdrowotnej z uwagi na zasoby wód mineralnych i kilka uzdrowisk jakie na jego terenie zostały zlokalizowane. Władze rejonu rozwijają także takie sektory jak wędkarstwo i łowiectwo, a także agroturystykę. Łączna długość dróg wynosi 438,4 kilometrów, z czego 281,8 kilometrów to drogi o utwardzonych nawierzchniach. Na terenie rejonu funkcjonuje 40 placówek edukacyjnych różnego typu oraz 16 oddziałów przedszkolnych. Znajduje się tu także centralny szpital rejonowy oraz mniejsze placówki opieki zdrowotnej i przychodnie. Oprócz tego kilkanaście klubów kulturalnych, 19 bibliotek wiejskich oraz muzeum historyczne.